# Myszyniec
Pour les articles homonymes, voir Myszyniec (homonymie).
Myszyniec (prononciation : [mɨˈʂɨɲet͡s]) est une ville polonaise de le powiat d'Ostrołęka de la voïvodie de Mazovie dans le centre-est de la Pologne.
La ville est le siège administratif (chef-lieu) de la Gmina Myszyniec.
Elle se situe à 130 kilomètres au nord de Varsovie, capitale de la Pologne.

## Histoire
Première mention du village en 1654, Myszyniec obtient et possède le statut de ville de 1798 à 1870, puis à partir de 1993.
Myszyniec disposait d'une importante diaspora juive jusqu'à la Seconde Guerre mondiale.
De 1975 à 1998, Myszyniec est attachée administrativement à la voïvodie d'Ostrołęka. Depuis le 1er janvier 1999, à la suite de la réforme administrative et territoriale, Myszyniec fait partie de la Voïvodie de Mazovie.

## Personnalités notables
- Władysław Skierkowski, (1886–1941) prêtre polonais